# Дін Анастасіадіс
Дімітріос 'Дін' Анастасіадіс (англ. Dean Anastasiadis, грец. Δημήτριος Αναστασιάδης; нар. 6 червня 1970, Мельбурн) — австралійський футболіст грецького походження, що грав на позиції воротаря.
Виступав, зокрема, за клуби «Саут Мельбурн», «Карлтон» та «Вуллонгонг Вулвз», а також національну збірну Австралії.

## Клубна кар'єра
Народився 6 червня 1970 року в Мельбурні в родині грецьких іммігрантів першого покоління в Австралії. Його батько також був воротарем, а брат Джон Анастасіадіс був нападником, зокрема грав у Греції за ПАОК.
У дорослому футболі дебютував 1989 року виступами за команду «Гайдельберг Юнайтед», але закріпитись не зумів з і 1990 по 1992 рік грав у складі нижчолігових команд «Ярравілле» та «Фоукнер Блюз».
Своєю грою за останню команду привернув увагу представників тренерського штабу клубу «Саут Мельбурн», найбільшої футбольної команди грецької громади у країні, з якою грав у Національній футбольній лізі Австралії і 1992 року став переможцем регулярної першості, хоча і програв Гранд-фінал. Загалом відіграв за мельбурнську команду наступні три сезони своєї ігрової кар'єри.
Погравши 1995 року у Прем'єр-лізі штату Вікторія за «Порт Мельбурн Шаркс», Анастасіадіс повернувся в «Саут Мельбурн», з яким виграв 1996 року Кубок НФЛ, повторивши наступного року це досягнення з «Коллінгвуд Ворріорс».
1997 року уклав контракт з клубом «Карлтон», у складі якого провів наступні три з половиною роки своєї кар'єри гравця. Більшість часу, проведеного у складі «Карлтона», був основним голкіпером команди.
На початку 2001 року Анастасіадіс перейшов у «Вуллонгонг Вулвз», з яким у тому ж році виграв Національну футбольну лігу, обігравши у Гранд-фіналі «Саут Мельбурн» (2:1). Примітно, що єдиний гол у його ворота в тому фіналі Діну забив його брат Джон Анастасіадіс. Після цього Дін з командою виграв і Клубний чемпіонат Океанії у тому ж році.
2002 року Дін повернувся в «Саут Мельбурн», за який грав до 2004 року, коли Національну футбольну лігу було розпущено. Після цього воротар перейшов у «Ессендон Роялс» з Прем'єр-ліги штату Вікторія, а коли 2005 року у турнір заявився і «Саут Мельбурн», то Дін вчетверте став виступати за цей клуб, щоправда цього разу вже не у вищому дивізіоні країни і 2005 та 2006 року визнавався найкращим воротарем Прем'єр-ліги Вікторії.
З 2005 року знову, цього разу три сезони захищав кольори клубу «Саут Мельбурн».
Протягом 2009 року захищав кольори клубу «Окле Кеннонс», а завершив ігрову кар'єру у команді «Саут Спрінгвейл», за яку виступав протягом 2012 року.

## Виступи за збірну
8 липня 2002 року дебютував в офіційних матчах у складі національної збірної Австралії в матчі Кубка націй ОФК 2002 року у Новій Зеландії з Новою Каледонією (11:0). Цей матч так і залишився єдиним на турнірі для Діна, який був дублером Джейсона Петковича і разом з командою здобув «срібло». В подальшому за збірну не грав.

## Досягнення
- Чемпіон Національної футбольної ліги (1):

«Вуллонгонг Вулвз»: 2000/01
- Володар Кубка Національної футбольної ліги (2):

«Саут Мельбурн»: 1995/96
«Коллінгвуд Ворріорс»: 1996/97
- Переможець Клубного чемпіонату Океанії (1):

«Вуллонгонг Вулвз»: 2001
- Срібний призер Кубка націй ОФК: 2002